# Temporada de furacões no Atlântico

Frequência de tempestade tropical atlântica e furacões, por mês

A temporada de furacões no Atlântico é o período de um ano de 1 de junho a 30 de novembro, quando os furacões geralmente se formam no Oceano Atlântico. A temporada de furacões no Atlântico é uma época em que se espera que a maioria dos ciclones tropicais se desenvolvam no norte do Oceano Atlântico. Estas data, adotadas por convenção, englobam o período do ano em que mais ciclogênese tropical acontece na bacia. Apesar disso, a ciclogênese subtropical ou tropical é possível a qualquer altura do ano, que ocorre usualmente.
Os ciclones tropicais no Atlântico Norte são chamados de furacões, tempestades tropicais ou depressões tropicais. Além disso, houve várias tempestades ao longo dos anos que não foram totalmente tropicais e são categorizadas como depressões subtropicais e tempestades subtropicais. Mesmo que as tempestades e depressões subtropicais não sejam tecnicamente tão fortes quanto os ciclones tropicais, os prejuízos ainda podem ser devastadores .
Em todo o mundo, a atividade de ciclones tropicais atinge o pico no final do verão, quando a diferença entre as temperaturas no alto e as da superfície do mar é maior. No entanto, cada bacia em particular tem seus próprios padrões sazonais. Em uma escala mundial, maio é o mês menos ativo, enquanto setembro é o mais ativo. No Oceano Atlântico Norte, uma temporada distinta de furacões ocorre de 1 de junho a 30 de novembro, com pico acentuado do final de agosto a setembro; o pico de atividade climatológica da estação ocorre por volta de 10 de setembro de cada estação. Esta é a norma, mas em 1938, a temporada de furacões no Atlântico começou já em 3 de janeiro.
Os distúrbios tropicais que atingem a intensidade das tempestades tropicais são nomeados a partir de uma lista pré-determinada. Em média, ocorrem 10,1 tempestades nomeadas a cada temporada, com uma média de 5,9 tornando-se furacões e 2,5 tornando-se grandes furacões ( categoria 3 ou superior). A temporada mais ativa foi 2020, durante a qual 30 ciclones tropicais se formaram. Apesar disso a temporada de 2005 teve mais furacões, desenvolvendo 15 dessas tempestades. A estação menos ativa foi 1914, com apenas um ciclone tropical conhecido se desenvolvendo durante aquele ano.

## Conceito
O conceito básico de uma temporada de furacões começou durante 1935, quando circuitos de fios dedicados conhecidos como circuitos de furacões começaram a ser instalados ao longo das costas do Golfo e do Atlântico, um processo concluído em 1955. Era originalmente o período em que os trópicos eram monitorados rotineiramente para a atividade de ciclones tropicais e foi originalmente definido como de 15 de junho a 31 de outubro. Com o passar dos anos, a data de início foi alterada para 1 de junho, enquanto a data final foi alterada para 15 de novembro, antes de se estabelecer em 30 de novembro de 1965. Foi quando aviões de reconhecimento de furacões foram enviados para cruzar o Atlântico e o Golfo do México em uma base de rotina para procurar ciclones tropicais em potencial, nos anos anteriores à era dos satélites meteorológicos contínuos. Desde o início da vigilância regular por satélite, os caçadores de furacões voam apenas em áreas de tempestades que são avistadas pela primeira vez por imagens de satélite.

## Operações
Durante a temporada de furacões, o Centro Nacional de Furacões rotineiramente emite seu produto Previsão Tropical de Tempo, que identifica áreas de preocupação nos trópicos que podem se transformar em ciclones tropicais. Se os sistemas ocorrerem fora da temporada de furacões definida, serão emitidas previsões meteorológicas tropicais especiais. A coordenação de rotina ocorre às 17h UTC todos os dias entre o Centro de Previsão do Tempo e o Centro Nacional de Furacões para identificar sistemas para os mapas de pressão de três a sete dias no futuro dentro dos trópicos e pontos para ciclones tropicais existentes de seis a sete dias no futuro. Os possíveis ciclones tropicais são representados com uma isobarra fechada, enquanto os sistemas com menos certeza de se desenvolver são representados como "pontos baixos", sem nenhuma isobarra em torno deles.

## HURDAT
A base de dados de furacões do Atlântico Norte, ou HURDAT, é a base de dados de todas as tempestades tropicais e furacões no Oceano Atlântico, Golfo do México e Mar do Caribe, incluindo aqueles que atingiram a costa dos Estados Unidos. A base de dados original de posições e intensidades de seis horas foi reunido na década de 1960 em apoio ao programa espacial Apollo para ajudar a fornecer orientação estatística de previsão de rastreamento. Nos anos seguintes, este banco de dados - que agora está livre e facilmente acessível na Internet a partir da página do National Hurricane Center (NHC) - tem sido utilizado para uma ampla variedade de usos: estudos de mudança climática, previsão sazonal, avaliação de risco para gerentes de emergência do condado, análise de perdas potenciais para seguros e interesses comerciais , técnicas de previsão de intensidade e verificação de previsões oficiais e vários modelos de monitoramento e intensidade.
O HURDAT não foi projetado com todos esses usos em mente quando foi criado pela primeira vez e nem todos eles podem ser apropriados, dada a sua motivação original. HURDAT contém vários erros sistemáticos, bem como alguns erros aleatórios no banco de dados. Além disso, as técnicas de análise mudaram ao longo dos anos no NHC à medida que a sua compreensão dos ciclones tropicais se desenvolveu, levando a vieses no banco de dados histórico. Outra dificuldade em aplicar o banco de dados de furacões a estudos relacionados a eventos de desembarque é a falta de localização, hora e intensidade exatas no momento da chegada do furacão.

### Projeto de reanálise
O HURDAT é atualizado regularmente anualmente para refletir a atividade da temporada anterior. A parte mais antiga do banco de dados tem sido revisada regularmente desde 2001. A primeira vez em 2001 levou à adição de faixas de ciclones tropicais para os anos de 1851 a 1885. A segunda vez foi em outubro de 2002, quando o furacão Andrew (agosto de 1992) foi atualizado para a categoria 5. Os esforços recentes de vários pesquisadores para descobrir furacões históricos não documentados no final dos séculos XIX e XX aumentaram muito nosso conhecimento sobre esses eventos passados. Tempestades tropicais de 1851 a 1965 já foram reanalisadas com, mais recentemente, a reanálise das tempestades tropicais de 1961 a 1965 sendo concluída e integrada ao banco de dados HURDAT em novembro de 2019. Possíveis mudanças para os anos de 1966 em diante ainda não foram incorporadas ao banco de dados HURDAT. Por causa de todos esses problemas, está sendo tentada uma reanálise do banco de dados de furacões no Atlântico, que será concluída em três anos.
Além do trabalho inovador da Partagas, análises adicionais, digitalização e controle de qualidade dos dados foram realizadas por pesquisadores da NOAA Hurricane Research Division, financiada pelo NOAA Office of Global Programs.
O Comité de Mudança da Melhor Via do National Hurricane Center aprovou mudanças para alguns ciclones recentes, como o furacão Andrew. As alterações oficiais no banco de dados de furacões no Atlântico são aprovadas pelo Comité de Mudanças de Melhor Rastreamento do National Hurricane Center.

## 1494–1850 (era pré-HURDAT)
| Período        | Temporadas                                            | Anos individuais |
| -------------- | ----------------------------------------------------- | ---------------- |
| Pré-século XIX | Pré-século XVII (pré 1600), século XVII, século XVIII | 1780             |
| 1800–1849      | 1800–1809, 1810–1819, 1820–1829, 1830–1839, 1840–1849 | 1842             |

## 1850–1899 (1851 – atual era HURDAT)
| Ano  | Número de tempestades tropicais | Número de furacões | Número de furacões maiores | ECA   | Mortes        | Tempestade mais forte | Grandes furacões em terra firme                                | Notas |  |
| ---- | ------------------------------- | ------------------ | -------------------------- | ----- | ------------- | --------------------- | -------------------------------------------------------------- | --- |  |
| 1850 | 7                               | 7                  | 7                          | 0     |               | Desconhecido          | 1                                                              | |  |
| 1851 | 6                               | 3                  | 1                          | 36,24 | 24            | Quatro                | • Grande Furacão do Panhandle Médio da Flórida de 1851 (cat 3) | Primeira temporada de furacões no Atlântico a ser incluída no ATL-HURDAT                                                  |  |
| 1852 | 5                               | 5                  | 1                          | 73,28 | 100+          | Um                    | • Grande Furacão Móvel de 1852 (cat 3)                         | Uma das três estações conhecidas em que todos os ciclones tropicais se tornaram furacões.                                 |  |
| 1853 | 8                               | 4                  | 2                          | 76,49 | 40            | Três                  |                                                                | Apresenta o primeiro furacão de categoria 4 conhecido na escala de Saffir-Simpson.                                        |  |
| 1854 | 5                               | 3                  | 1                          | 31,00 | 30+           | Três                  | • Furacão Costeiro de 1854 (cat 3)                             | |  |
| 1855 | 5                               | 4                  | 1                          | 18,12 | Não conhecido | Cinco                 | • Furacão Middle Gulf Shore de 1855 (cat 3)                    | |  |
| 1856 | 6                               | 4                  | 2                          | 48,94 | Mais de 200   | Um                    | • O Furacão da Última Ilha de 1856 (cat 4)                     | Destaca o furacão Last Island, o furacão mais forte a atingir a costa da Louisiana, mais tarde empatado com Laura (2020). |  |
| 1857 | 4                               | 3                  | 0                          | 46,84 | 424           | Dois & Quatro         |                                                                | |  |
| 1858 | 6                               | 6                  | 0                          | 44,79 | Nenhum        | Três & Seis           |                                                                | |  |
| 1859 | 8                               | 7                  | 1                          | 55,73 | Numerosas     | Seis                  |                                                                | |  |

## Década de 1860
| Ano  | Número de tempestades tropicais | Número de furacões | Número de furacões maiores | ECA   | Mortes | Tempestade mais forte   | Grandes furacões em terra firme                                                                               | Notas |
| ---- | ------------------------------- | ------------------ | -------------------------- | ----- | ------ | ----------------------- | --- | ----- |
| 1860 | 7                               | 6                  | 1                          | 62.06 | 60+    | Um                      | |       |
| 1861 | 8                               | 6                  | 0                          | 49.71 | 22+    | Um & Três               | |       |
| 1862 | 6                               | 3                  | 0                          | 46.03 | 3      | Dois & Três             | |       |
| 1863 | 9                               | 5                  | 0                          | 50.35 | 90     | Um, Dois, Três & Quatro | |       |
| 1864 | 5                               | 3                  | 0                          | 26.55 | Nenhum | Um, Três & Cinco        | |       |
| 1865 | 7                               | 3                  | 0                          | 49.13 | 326    | Quatro & Sete           | |       |
| 1866 | 7                               | 6                  | 1                          | 83.65 | 383    | Seis                    | • Furação das Grandes Bahamas de 1866 (cat 4)                                                                 |       |
| 1867 | 9                               | 6                  | 1                          | 59.97 | 811    | 'San Narciso'           | • Furacão San Narciso de 1867 (cat 3)                                                                         |       |
| 1868 | 4                               | 3                  | 0                          | 34.65 | 2      | Um, Dois & Quatro       | |       |
| 1869 | 10                              | 7                  | 1                          | 51.02 | 38     | Seis                    | • Primeiro Vendaval da Nova Inglaterra de 1869 (cat 3) • Vendaval de Saxby na Nova Inglaterra de 1869 (cat 2) |       |

## Década de 1870
| Ano  | Número de tempestades tropicais | Número de furacões | Número de furacões maiores | ECA    | Mortes       | Tempestade mais forte | Grandes furacões em terra firme                                                                                  | Notas                                                                   |
| ---- | ------------------------------- | ------------------ | -------------------------- | ------ | ------------ | --------------------- | --- | ----------------------------------------------------------------------- |
| 1870 | 11                              | 10                 | 2                          | 87.80  | 2,052        | Quatro                | • Primeiro Furacão Key West 1870 / Furacão de San Marcos 1870 (cat 3) • Segundo furacão 1870 de Key West (cat 2) |                                                                         |
| 1871 | 8                               | 6                  | 2                          | 88,39  | 30           | Três & Quatro         | • Furacão da Flórida Central de 1871 (cat 3) • Furacão Santa Juana de 1871 (cat 3)                               |                                                                         |
| 1872 | 5                               | 4                  | 0                          | 65,38  | Desconhecido | Dois                  | |                                                                         |
| 1873 | 5                               | 3                  | 2                          | 69,47  | 626          | Cinco                 | • Furacão da Flórida Central de 1873 (cat 3)                                                                     |                                                                         |
| 1874 | 7                               | 4                  | 0                          | 47,05  | Desconhecido | Sete                  | |                                                                         |
| 1875 | 6                               | 5                  | 1                          | 72,48  | 800          | Três                  | • Furacão Indianola de 1875 (cat 3)                                                                              |                                                                         |
| 1876 | 5                               | 4                  | 2                          | 56,05  | 19           | "San Felipe"          | • Furacão San Felipe de 1876 (cat 3) • Furacão Cuba-Sul da Flórida de 1876 (cat 3)                               |                                                                         |
| 1877 | 8                               | 3                  | 1                          | 73,36  | 34           | Quatro                | • Furacão Florida Panhandle de 1877 (cat 3)                                                                      |                                                                         |
| 1878 | 12                              | 10                 | 1                          | 180,85 | 108          | Sete                  | • Vendaval de 1878 (cat 2)                                                                                       | Apresenta a primeira temporada acima da média (e hiperativa) registada. |
| 1879 | 8                               | 6                  | 2                          | 63,63  | 47           | Quatro                | • Grande Furacão de Beaufort Carolina de 1879 (cat 3) • Furacão de Louisiana de 1879 (cat 3)                     |                                                                         |

## Década de 1880
| Ano  | Número de tempestades tropicais | Número de furacões | Número de furacões maiores | ECA    | Mortes      | Tempestade mais forte | Grandes furacões em terra firme                                                                                       | Notas |  |
| ---- | ------------------------------- | ------------------ | -------------------------- | ------ | ----------- | --------------------- | --- | --- |  |
| 1880 | 11                              | 9                  | 2                          | 131,08 | 133         | Oito                  | • Furacão Brownsville de 1880 (cat 4)                                                                                 | |  |
| 1881 | 7                               | 4                  | 0                          | 59,25  | 700         | Cinco e seis          | • Furacão Geórgia de 1881 (cat 2)                                                                                     | |  |
| 1881 | 6                               | 5                  | 2                          | 59,47  | 6           | Seis                  | • Furacão de Pensacola de 1882 (cat 3) • Furacão de Cuba de 1882 (cat 4)                                              | |  |
| 1883 | 4                               | 3                  | 2                          | 66,70  | 236         | Dois e três           | • Furacão de Bahamas-Carolina do Norte de 1883 (cat 3)                                                                | |  |
| 1884 | 4                               | 4                  | 1                          | 72,06  | 8           | Dois                  | | |  |
| 1885 | 8                               | 6                  | 1                          | 58,30  | 25          | Dois                  | | |  |
| 1886 | 12                              | 10                 | 4                          | 166,17 | Mais de 200 | "Indianola"           | • Furacão de Indianola de 1886 (cat 4) • Furacão de Cuba de 1886 (cat 3) • Furacão de Texas-Louisiana de 1886 (cat 3) | Sete furacões atingiram os Estados Unidos, a maior parte durante um único ano. |  |
| 1887 | 19                              | 11                 | 2                          | 181,26 | 2           | Sete                  | | Empatado pela terceira temporada mais ativa da história; com 1995, 2010, 2011 e 2012. Tem o maior número de tempestades formados fora da temporada normal de furacões Uma das apenas 4 temporadas com tempestade de pré e pós-temporada |  |
| 1888 | 9                               | 6                  | 2                          | 84,95  | 924         | Três e quatro         | • Furacão de Miami-Louisiana de 1888 (cat 3) • Furacão de San Gil de 1888 (cat 3)                                     | |  |
| 1889 | 9                               | 6                  | 0                          | 104,04 | 40          | Seis                  | | |  |

## Década de 1890
| Ano  | Número de tempestadesbr>tropicais | Número de furacões | Número de furacões maiores | ECA    | Mortes      | Tempestade mais forte | Grandes furacões em terra firme | Notas |
| ---- | --------------------------------- | ------------------ | -------------------------- | ------ | ----------- | --------------------- | --- | --- |
| 1890 | 4                                 | 2                  | 1                          | 33,35  | 9           | Três                  | | |
| 1891 | 10                                | 7                  | 1                          | 116,11 | 700+        | "Martinica"           | • Furacão Martinica de 1891 (cat 3) | |
| 1892 | 9                                 | 5                  | 0                          | 115,84 | 16          | Três, Cinco e Sete    | | |
| 1893 | 12                                | 10                 | 5                          | 231,15 | 4.028       | "Cheniere Caminada"   | • Furacão de San Roque de 1893 (cat 3) • Furacão de Nova York de 1893 (cat 3) • Furacão das Ilhas Marinhas de 1893 (cat 3) • Grande Furacão de Charleston (cat 3) • Furacão de Cheniere Caminada de 1893 (cat 4) | 5 furacões maiores atingiram a costa este ano. Dois furacões causaram mais de 2.000 mortes nos Estados Unidos. Quatro furacões simultâneos em 22 de agosto, uma das duas vezes registadas. |
| 1894 | 7                                 | 5                  | 4                          | 135,42 | Mais de 200 | Seis                  | • Furacão da Panhandle da Flórida de 1894 (cat 3) | |
| 1895 | 6                                 | 2                  | 0                          | 68,77  | 56          | Dois                  | | |
| 1896 | 7                                 | 6                  | 2                          | 136,08 | 130         | Quatro                | • Furacão de San Ramon de 1896 (cat 3) • Furacão de Cedar Keys de 1896 (cat 3) | |
| 1897 | 6                                 | 3                  | 0                          | 54,54  | Nenhum      | 1                     | | |
| 1898 | 11                                | 5                  | 1                          | 113,24 | 562         | "Georgia"             | • Furacão da Geórgia de 1898 (cat 4) | Furacão maior atingiu a Geórgia pela última vez em 1881 |
| 1899 | 9                                 | 5                  | 2                          | 151,03 | 3.439       | "San Ciriaco"         | • Furacão de San Ciriaco de 1899 / Furacão das Grandes Bahamas de 1899 (cat 4) | O furacão de San Ciriaco foi o furacão atlântico de maior duração já registado |

## Década de 1900
NOTA: Nas tabelas a seguir, todas as estimativas de custos de danos são expressas em dólares americanos contemporâneos ( USD ).

### Década de 1900
| Ano  | Número de tempestades tropicais | Número de furacões | Número de furacões maiores | ECA    | Mortes | Danos USD      | Tempestade mais forte | Grandes furacões em terra firme | Notas                                                                |
| ---- | ------------------------------- | ------------------ | -------------------------- | ------ | ------ | -------------- | --------------------- | --- | -------------------------------------------------------------------- |
| 1900 | 7                               | 3                  | 2                          | 83,35  | 8.000+ | $ 60 milhões   | "Galveston"           | • Grande Furacão de Galveston de 1900 (cat 4) | O furacão Galveston foi o desastre mais mortal nos Estados Unidos.   |
| 1901 | 12                              | 5                  | 1                          | 98,98  | 10     | $ 1 milhão     | Sete                  | |                                                                      |
| 1902 | 5                               | 3                  | 0                          | 32,65  | Nenhum | Desconhecido   | Quatro                | |                                                                      |
| 1903 | 10                              | 7                  | 1                          | 102,07 | 228    | $ 1,15 milhões | Dois                  | • Furacão de Jamaica de 1903 (cat 3) |                                                                      |
| 1904 | 5                               | 3                  | 0                          | 30,35  | 87     | $ 1 milhão     | Dois                  | |                                                                      |
| 1905 | 5                               | 1                  | 1                          | 28,38  | 1      | Desconhecido   | Quatro                | |                                                                      |
| 1906 | 11                              | 6                  | 3                          | 162,88 | 367    | $ 2,48 milhões | Quatro                | • Furacão de Mississippi de 1906 (cat 3) • Furacão de Flórida Keys de 1906 (cat 3) |                                                                      |
| 1907 | 5                               | 0                  | 0                          | 13,06  | Nenhum | Desconhecido   | 1                     | | Uma das duas temporadas sem furacões registados, sendo a outra 1914. |
| 1908 | 10                              | 6                  | 1                          | 95,11  | Nenhum | Desconhecido   | Seis                  | | Inclui o único ciclone tropical de março conhecido na bacia          |
| 1909 | 11                              | 6                  | 4                          | 93,34  | 4.614  | $ 75 milhões   | "Grande Ilha"         | • Furacão de Velasco de 1909 (cat 3) • Furacão de Monterrey de 1909 (cat 3) • Furacão de Grand Isle de 1909 (cat 3) • Furacão de Key West de 1909 (cat 3) • Furacão das Grandes Antilhas de 1909 (cat 2) | 3 furacões maiores atingiram a costa este ano                        |

### Década de 1910
| Ano  | Número de tempestades tropicais | Número de furacões | Número de furacões maiores | ECA    | Mortes | Danos USD      | Tempestade mais forte | Grandes furacões em terra firme                                                                                               | Notas |
| ---- | ------------------------------- | ------------------ | -------------------------- | ------ | ------ | -------------- | --------------------- | --- | --- |
| 1910 | 5                               | 3                  | 1                          | 63,90  | 100    | $ 1,25 milhões | "Cuba"                | • O Grande Furacão Cuba de 1910 (cat 4)                                                                                       | |
| 1911 | 6                               | 3                  | 0                          | 34,29  | 27     | $ 3 milhões    | Três                  | | |
| 1912 | 7                               | 4                  | 1                          | 57,26  | 116    | $ 67.000       | Sete                  | • O furacão de Jamaica de 1912 (cat 3)                                                                                        | |
| 1913 | 6                               | 4                  | 0                          | 35,60  | 5      | $ 4 milhões    | Quatro                | | |
| 1914 | 1                               | 0                  | 0                          | 2,53   | 0      | Desconhecido   | 1                     | | É a temporada menos ativa registada. Uma das duas temporadas sem furacões registados, sendo a outra 1907.                      |
| 1915 | 6                               | 5                  | 4                          | 130,10 | 675    | $ 63 milhões   | "Nova Orleans"        | • Furacão de Great Galveston de 1915 (cat 4) • Furacões de Nova Orleans de 1915 (cat 4)                                       | Dois furacões Categoria 4 atingiram os EUA no mesmo ano. Galveston foi atingido pela última vez com um grande furacão em 1900. |
| 1916 | 15                              | 10                 | 5                          | 144,01 | 31     | $ 5,9 milhões  | "Texas"               | • Furacão da Costa do Golfo de 1916 (cat 3) • Furacão de Charleston de 1916 (cat 3) • Grande Furacão do Texas de 1916 (cat 4) | Três grandes furacões atingiram o continente este ano após uma temporada de 1915 muito ativa.                                  |
| 1917 | 4                               | 2                  | 2                          | 60,67  | 5      | $ 170.000      | "Nueva Gerona"        | • Furacão de Nueva Gerona de 1917 (cat 4)                                                                                     | |
| 1918 | 6                               | 4                  | 1                          | 39,87  | 34     | $ 5 + milhões  | 1                     | • Furacão de Louisiana de 1918 (cat 3)                                                                                        | |
| 1919 | 5                               | 2                  | 1                          | 55.04  | ~ 900  | $ 22 milhões   | "Florida Keys"        | • Grande furacão das Florida Keys de 1919 (cat 4)                                                                             | |

### Década de 1920
| Ano  | Número de tempestades tropicais | Número de furacões | Número de furacões maiores | ECA    | Mortes       | Danos USD           | Tempestade mais forte | Grandes furacões em terra firme | Notas                                                                                             |
| ---- | ------------------------------- | ------------------ | -------------------------- | ------ | ------------ | ------------------- | --------------------- | --- | ------------------------------------------------------------------------------------------------- |
| 1920 | 5                               | 4                  | 0                          | 29,81  | 2            | $ 15,75 milhões     | 1                     | |                                                                                                   |
| 1921 | 7                               | 5                  | 2                          | 86,53  | 6            | $ 36,5 milhões      | "Baía de Tampa"       | • Furacão de San Pedro de 1921 (cat 3) • Grande Furacão de Tampa Bay de 1921 (cat 4) |                                                                                                   |
| 1922 | 5                               | 3                  | 1                          | 54,52  | Desconhecido | Desconhecido        | Dois                  | |                                                                                                   |
| 1923 | 9                               | 4                  | 1                          | 49,31  | 0            | Desconhecido        | Cinco                 | |                                                                                                   |
| 1924 | 11                              | 5                  | 2                          | 100,19 | 150+         | Desconhecido        | "Cuba"                | • Grande Furacão de Cuba de 1924 (cat 5) | O primeiro furacão do Atlântico de categoria 5 oficialmente classificado na escala Saffir-Simpson |
| 1925 | 4                               | 2                  | 0                          | 7,25   | 59+          | $ 19,9 milhões      | 1                     | |                                                                                                   |
| 1926 | 11                              | 8                  | 6                          | 229,56 | 1.315+       | $ 1,4 + mil milhões | "Miami"               | • O Grande Furacão das Bahamas de 1926 (cat 4) • Furacão da Nova Escócia de 1926 (cat 3) • Furacão da Louisiana de 1926 (cat 3) • Grande Furacão de Miami de 1926 (cat 4) • Grande Furacão de Havana-Bermuda de 1926 (cat 4) | 6 grandes furacões este ano, 5 grandes precipitações                                              |
| 1927 | 8                               | 4                  | 1                          | 56,48  | 184          | Desconhecido        | "Nova Escócia"        | • Furacão da Nova Escócia de 1927 (cat 3) |                                                                                                   |
| 1928 | 6                               | 4                  | 1                          | 83,48  | 4.000+       | $ 952,5 + milhões   | "Okeechobee"          | • Grande Furacão Okeechobee de 1928 (cat 5) | O furacão Okeechobee é o único furacão conhecido a atingir Porto Rico com força de categoria 5.   |
| 1929 | 5                               | 3                  | 1                          | 48,07  | 51           | $ 9,0 milhões       | "Flórida"             | • Grande Furacão das Bahamas de 1929 (cat 4) |                                                                                                   |

## Década de 1930
| Ano  | Número de tempestades tropicais | Número de furacões | Número de furacões maiores | ECA    | Mortes | Danos USD       | Tempestade mais forte  | Grandes furacões em terra firme | Notas |
| ---- | ------------------------------- | ------------------ | -------------------------- | ------ | ------ | --------------- | ---------------------- | --- | --- |
| 1930 | 3                               | 2                  | 2                          | 49,77  | 8.000  | $ 50 milhões    | "República Dominicana" | • Furacão na República Dominicana de 1930 (cat 4) | O quinto furacão mais mortal já registado |
| 1931 | 13                              | 3                  | 1                          | 47,84  | 2.502  | $ 7,5 milhões   | "Belize"               | • Furacão de Belize de 1931 (cat 4) | |
| 1932 | 15                              | 6                  | 4                          | 169,66 | 3.315  | $ 37 milhões    | "Cuba"                 | • Furacão de Freeport Texas de 1932 (cat 4) • Grande Furacão das Bahamas de 1932 (cat 5) • Furacão de San Ciprián de 1932 (cat 4) • Grande Furacão de Cuba de 1932 (cat 5)                                                               | Dois furacões de categoria 5; um em novembro (o mais recente já registado); quatro grandes furacões atingiram a costa                               |
| 1933 | 20                              | 11                 | 6                          | 258,57 | 651    | $ 86,6 milhões  | "Tampico"              | • Furacão de Chesapeake – Potomac de 1933 (cat 4) • Grande Furacão de Cuba-Brownsville de 1933 (cat 5) • Furacão de Treasure Coast de 1933 (cat 4) • Furacão de Outer Banks de 1933 (cat 4) • Furacão de Tampico Yucatán de 1933 (cat 5) | Segunda temporada mais ativa registada após a temporada de 1932 muito ativa. Dois furacões de categoria 5. Cinco grandes furacões atingiram a costa |
| 1934 | 13                              | 7                  | 1                          | 79,07  | 2.017  | $ 4,26 milhões  | Treze                  | | |
| 1935 | 8                               | 5                  | 3                          | 106,21 | 2.604  | $ 12,5 milhões  | "Dia de trabalho"      | • Grande Furacão do Dia do Trabalho de 1935 (cat 5) • Furacão de Cuba de 1935 (cat 4) | O furacão do Dia do Trabalho é o ciclone tropical mais intenso do Atlântico conhecido até ao momento                                                |
| 1936 | 17                              | 7                  | 1                          | 99,78  | 5      | $ 1,23 milhões  | Treze                  | | |
| 1937 | 11                              | 4                  | 1                          | 65,85  | 0      | Desconhecido    | Seis                   | | |
| 1938 | 9                               | 4                  | 2                          | 77,58  | ~ 700  | $ 290,3 milhões | "Nova Inglaterra"      | • Furacão de Long Island Express (cat 3) | Primeira temporada inicial registada (3 de janeiro). O expresso de Long Island atingiu o continente como uma categoria 3 de rápido movimento.       |
| 1939 | 6                               | 3                  | 1                          | 43,68  | 5      | Desconhecido    | Cinco                  | | |

### Década de 1940
| Ano  | Número de tempestades tropicais | Número de furacões | Número de furacões maiores | ECA    | Mortes | Danos USD       | Tempestade mais forte | Grandes furacões em terra firme                                                                             | Notas                                                      |
| ---- | ------------------------------- | ------------------ | -------------------------- | ------ | ------ | --------------- | --------------------- | --- | ---------------------------------------------------------- |
| 1940 | 9                               | 6                  | 0                          | 67,79  | 101    | $ 4,7 milhões   | Quatro                | |                                                            |
| 1941 | 6                               | 4                  | 3                          | 51,77  | 63     | $ 10 milhões    | "Flórida"             | • Furacão Texas de 1941 (cat 3) • Furacão da Nicarágua de 1941 (cat 4) • Furacão na Flórida de 1941 (cat 3) | 3 grandes furacões atingiram a costa este ano              |
| 1942 | 11                              | 4                  | 1                          | 62,49  | 17     | $ 30,6 milhões  | Três                  | • Furacão de Matagorda Texas de 1942 (cat 3)                                                                |                                                            |
| 1943 | 10                              | 5                  | 2                          | 94,01  | 19     | $ 17,2 milhões  | Três                  | | Primeiro ano de Caçadores de furacões                      |
| 1944 | 14                              | 8                  | 3                          | 104,45 | 1.153  | $ 202 milhões   | "Grande Atlântico"    | • Grande Furacão do Atlântico de 1944 (cat 4) • Furacão de Cuba-Flórida de 1944 (cat 4)                     | Furacão no Atlântico apenas de categoria 2 no desembarque  |
| 1945 | 11                              | 5                  | 2                          | 63,42  | 80     | $ 80 milhões    | "Sudeste da Flórida"  | • Furacão de Texas de 1945 (cat 3) • Furacão de Homestead Florida de 1945 (cat 4)                           |                                                            |
| 1946 | 7                               | 3                  | 0                          | 19,61  | 5      | $ 5,2 milhões   | Quatro                | |                                                            |
| 1947 | 10                              | 5                  | 2                          | 88,49  | 94     | $ 145,3 milhões | "Fort Lauderdale"     | • Furacão de Fort Lauderdale de 1947 [George] (cat 4) • Furacão de Cape Sable de 1947 [King] (cat 2)        | Primeiro ano de nomeação do ciclone tropical do Atlântico. |
| 1948 | 10                              | 6                  | 4                          | 94,98  | 94     | $ 30,9 milhões  | "Flórida"             | • Furacão da Flórida de 1948 [Easy] (cat 4) • Furacão de Miami de 1948 [Fox] (cat 3)                        |                                                            |
| 1949 | 16                              | 7                  | 3                          | 96,45  | 3      | $ 58,2 milhões  | "Flórida"             | • Furacão da Flórida de 1949 (cat 4) • Furacão de Texas de 1949 (cat 2)                                     |                                                            |

### Década de 1950
| Ano  | Número de tempestades tropicais | Número de furacões | Número de furacões maiores | ECA    | Mortes | Danos USD         | Tempestade mais forte | Grandes furacões em terra firme | Notas |
| ---- | ------------------------------- | ------------------ | -------------------------- | ------ | ------ | ----------------- | --------------------- | ------------------------------- | --- |
| 1950 | 16                              | 11                 | 6                          | 211,28 | 20     | $ 37 milhões      | Cachorro              | Nenhum                          | 8 tempestades tropicais recorde em outubro |
| 1950 | 12                              | 8                  | 3                          | 126,33 | 257    | $ 80 milhões      | Easy                  | Nenhum                          | |
| 1952 | 11                              | 5                  | 2                          | 69,08  | 607    | $ 3,75 milhões    | Raposa                | Nenhum                          | Inclui o único ciclone tropical de fevereiro conhecido na bacia                                                                                     |
| 1953 | 14                              | 7                  | 3                          | 98,51  | 1      | $ 6 milhões       | Carol                 | Nenhum                          | Primeiro ano de nomes femininos para tempestades. Uma das apenas 4 temporadas a ter uma tempestade de pré e pós-temporada.                          |
| 1954 | 16                              | 7                  | 3                          | 110,88 | 1.069  | $ 752 milhões     | Hazel                 | Carol, Edna, Hazel              | Inclui Alice, uma das duas únicas tempestades na bacia que se estendem por dois anos civis, amarrando-se à tempestade mais recente em uma temporada |
| 1955 | 13                              | 9                  | 4                          | 158,17 | 1.518  | $ 1,2 mil milhões | Janet                 | Connie, Diane, Ione, Janet      | |
| 1956 | 12                              | 4                  | 1                          | 56,67  | 76     | $ 67,8 milhões    | Betsy                 | Nenhum                          | |
| 1957 | 8                               | 3                  | 2                          | 78,66  | 513    | $ 152,5 milhões   | Carrie                | Audrey                          | Uma das apenas duas temporadas que causaram um grande furacão em junho.                                                                             |
| 1958 | 12                              | 7                  | 3                          | 109,69 | 41     | $ 12 milhões      | Helene                | Nenhum                          | |
| 1959 | 14                              | 7                  | 2                          | 77,11  | 59     | $ 23,3 milhões    | Gracie                | Gracie                          | |

### Década de 1960
| Ano   | Número de tempestades tropicais | Número de furacões | Número de furacões maiores | ECA    | Mortes | Danos USD         | Tempestade mais forte | Grandes furacões em terra firme | Notas |
| ----- | ------------------------------- | ------------------ | -------------------------- | ------ | ------ | ----------------- | --------------------- | ------------------------------- | --- |
| 1960  | 8                               | 4                  | 2                          | 72.90  | 455    | $442.34 milhões   | Donna                 | Donna                           | |
| 1961  | 12                              | 8                  | 5                          | 205.40 | 345    | $392 milhões      | Hattie                | Carla, Hattie                   | Dois furacões de categoira 5 Número mais baixo de tempestades nomeadas para uma temporada hiperativa. |
| 1962  | 7                               | 4                  | 0                          | 35.57  | 39     | >$4.88 milhões    | Ella                  | Nenhum                          | No major hurricanes |
| 1963  | 10                              | 7                  | 3                          | 117.93 | 7,225  | $589 milhões      | Flora                 | Flora                           | O sexto furacão mais letal nos registos |
| 1964  | 13                              | 7                  | 5                          | 169.77 | 261    | $605 milhões      | Cleo                  | Cleo, Dora, Hilda               | |
| 1965  | 10                              | 4                  | 1                          | 84.33  | 76     | $1.45 mil milhões | Betsy                 | Betsy                           | Limite atual do projecto de reanálise desde 2019 |
| 1966  | 11                              | 7                  | 3                          | 145.28 | 1,094  | $410 milhões      | Inez                  | Inez                            | Uma das duas únicas temporadas a apresentar um grande furacão em junho. Uma tempestade chamada "desclassificada" na pós-análise                                                                               |
| 1967  | 8                               | 6                  | 1                          | 121.70 | 64     | $217 milhões      | Beulah                | Beulah                          | Primeira temporada de furacões na era moderna do satélite possui o maior número de depressões tropicais em uma temporada na época, recorde mais tarde quebrado em 2005.                                       |
| 1968  | 8                               | 4                  | 0                          | 45.07  | 10     | $10 milhões       | Gladys                | Nenhum                          | O nome "Edna" foi retroactivamente aposentado, devido à tempestade em 1954. Houve uma tempestade subtropical com intensidade de furacão de categoria 1. Não há furacões maiores, nem furacões de categoria 2. |
| 1969  | 18                              | 12                 | 5                          | 165.74 | 364    | $1.7 mil milhões  | Camille               | Camille                         | Quarta temporada mais ativa no registo empatado com 2019. Recorde da segunda temporada com mais furacões Inclui uma tempestade subtropical.                                                                   |
| Total | 105                             | 63                 | 25                         |        | 9,933  | $5.82 mil milhões |                       | 11 nomes                        | |

### Década de 1970
| Ano   | Número de tempestades tropicais | Número de furacões | Número de furacões maiores | ECA   | Mortes  | Danos USD          | Tempestade mais forte | Grandes furacões em terra firme | Notas |
| ----- | ------------------------------- | ------------------ | -------------------------- | ----- | ------- | ------------------ | --------------------- | ------------------------------- | --- |
| 1970  | 11                              | 5                  | 2                          | 40,18 | 71      | $ 454 milhões      | Celia                 | Celia                           | Primeira temporada de um período de 24 anos de diminuição da atividade no Atlântico (-AMO)                                   |
| 1971  | 13                              | 6                  | 1                          | 96,53 | 45      | $ 213 milhões      | Edith                 | Nenhum                          | Inclui o primeiro furacão documentado que cruzou a América Central, Irene                                                    |
| 1972  | 7                               | 3                  | 0                          | 35,61 | 122     | $ 2,1 mil milhões  | Betty                 | Agnes                           | Inclui três tempestades subtropicais Sem grandes furacões                                                                    |
| 1973  | 8                               | 4                  | 1                          | 47,85 | 15      | $ 18 milhões       | Ellen                 | Nenhum                          | Inclui uma tempestade subtropical                                                                                            |
| 1974  | 11                              | 4                  | 2                          | 68,13 | 8.260+  | $ 1,97 mil milhões | Carmen                | Carmen, Fifi                    | Inclui quatro tempestades subtropicais Fifi foi o quarto furacão mais mortal já registado                                    |
| 1975  | 9                               | 6                  | 3                          | 76,06 | 80      | $ 100 milhões      | Gladys                | Eloise                          | Inclui uma tempestade subtropical                                                                                            |
| 1976  | 10                              | 6                  | 2                          | 84,17 | 72      | $ 100 milhões      | Belle                 | Nenhum                          | Inclui duas tempestades subtropicais                                                                                         |
| 1977  | 6                               | 5                  | 1                          | 25,32 | 10      | $ 10 milhões       | Anita                 | Anita                           | Apresenta o furacão mais forte do Atlântico a atingir o México.                                                              |
| 1978  | 12                              | 5                  | 2                          | 63,22 | 37      | $ 45 milhões       | Greta                 | Greta                           | Inclui a tempestade subtropical de janeiro no Atlântico                                                                      |
| 1979  | 9                               | 5                  | 2                          | 92,92 | 2.118   | $ 4,3 mil milhões  | David                 | David, Frederic                 | Primeiro ano para nomes masculinos / femininos alternados. Inclui uma tempestade subtropical de intensidade de categoria um. |
| Total | 96                              | 49                 | 16                         |       | 10.830+ | $ 9,31 mil milhões |                       | 9 nomes                         | |

### Década de 1980
| Ano   | Número de ciclones tropicais | Número de tempestades tropicais | Número de furacões | Número de furacões maiores | ECA    | Mortes | Danos USD         | Tempestade mais forte | Nomes retirados | Notas |
| ----- | ---------------------------- | ------------------------------- | ------------------ | -------------------------- | ------ | ------ | ----------------- | --------------------- | --------------- | --- |
| 1980  | 15                           | 11                              | 9                  | 2                          | 148.94 | 256    | $1 mil milhões    | Allen                 | Allen           | Inclui a tempestade com os ventos mais fortes atingidos até agora no Atlântico. |
| 1981  | 18                           | 12                              | 7                  | 3                          | 100.38 | 10     | $45 milhões       | Harvey                | Nenhum          | |
| 1982  | 9                            | 6                               | 2                  | 1                          | 31.50  | 141    | $100 milhões      | Debby                 | Nenhum          | Inclui uma tempestade subtropical |
| 1983  | 7                            | 4                               | 3                  | 1                          | 17.40  | 22     | $2.6 mil milhões  | Alicia                | Alicia          | Época de furacões menos activa na era dos satélites |
| 1984  | 17                           | 13                              | 5                  | 1                          | 84.30  | 35     | $66 milhões       | Diana                 | Nenhum          | Includes one subtropical storm |
| 1985  | 13                           | 11                              | 7                  | 3                          | 87.98  | 241    | $4.5 mil milhões  | Gloria                | Elena, Gloria   | O furacão Kate atingiu a Flórida em 21 de novembro, o último desembarque de furacões nos Estados Unidos. |
| 1986  | 10                           | 6                               | 4                  | 0                          | 35.79  | 70     | $57 milhões       | Earl                  | Nenhum          | Sem furacões maiores |
| 1987  | 14                           | 7                               | 3                  | 1                          | 34.36  | 10     | $90 milhões       | Emily                 | Nenhum          | |
| 1988  | 19                           | 12                              | 5                  | 3                          | 102.99 | 550    | $7 mil milhões    | Gilbert               | Gilbert, Joan   | Incluiu o furacão mais forte entre os recordes até 2005; o primeiro furacão desde 1978 a atravessar a América Central                                                                                                   |
| 1989  | 15                           | 11                              | 7                  | 2                          | 135.13 | 112    | $10.7 mil milhões | Hugo                  | Hugo            | O furacão Hugo foi o ciclone tropical mais forte que já atingiu a Carolina do Sul, e foi, na época, o furacão Atlântico mais custoso em registo, mais tarde quebrado por Andrew, e depois Katrina, empatado com Harvey. |
| Total | 137                          | 93                              | 52                 | 17                         |        | 1,447  | $26.2 mil milhões |                       | 7 nomes         | |

### Década de 1990
| Ano   | Número de ciclones tropicais | Número de tempestades tropicais | Número de furacões | Número de furacões maiores | ECA    | Mortes  | Danos USD         | Tempestade mais forte | Nomes retirados              | Notas |
| ----- | ---------------------------- | ------------------------------- | ------------------ | -------------------------- | ------ | ------- | ----------------- | --------------------- | ---------------------------- | --- |
| 1990  | 16                           | 14                              | 8                  | 1                          | 96.80  | 116     | $150 milhões      | Gustav                | Diana, Klaus                 | Nenhuma tempestade tropical ou furacão fez desembarque nos Estados Unidos                                                                      |
| 1991  | 12                           | 8                               | 4                  | 2                          | 35.54  | 30      | $2.5 mil milhões  | Claudette             | Bob                          | |
| 1992  | 9                            | 7                               | 4                  | 1                          | 76.22  | 66      | $27 mil milhões   | Andrew                | Andrew                       | O furacão Andrew foi o furacão mais custoso dos Estados Unidos até 2005. Inclui uma tempestade subtropical.                                    |
| 1993  | 10                           | 8                               | 4                  | 1                          | 38.67  | 274     | $271 milhões      | Emily                 | Nenhum                       | |
| 1994  | 12                           | 7                               | 3                  | 0                          | 32.02  | 1,184   | $1.56 mil milhões | Florence              | Nenhum                       | Última temporada de um período de 24 anos de diminuição da atividade no Atlântico (- AMO) Não há furacões principais.                          |
| 1995  | 21                           | 19                              | 11                 | 5                          | 227.10 | 115     | $9.3 mil milhões  | Opal                  | Luis, Marilyn, Opal, Roxanne | Empatado com a terceira temporada mais ativa no registo Primeira Temporada de um período contínuo de aumento de actividade no Atlântico (+AMO) |
| 1996  | 13                           | 13                              | 9                  | 6                          | 166.18 | 179     | $3.8 mil milhões  | Edouard               | Cesar, Fran, Hortense        | Cesar foi renomeado Douglas após atravessar a América Central. Maior número de grandes furacões na época                                       |
| 1997  | 9                            | 8                               | 3                  | 1                          | 40.93  | 11      | $110 milhões      | Erika                 | Nenhum                       | Inclui uma tempestade tropical |
| 1998  | 14                           | 14                              | 10                 | 3                          | 181.77 | 12,000+ | $12.2 mil milhões | Mitch                 | Georges, Mitch               | Quatro furacões simultâneos em 26 de setembro, a primeira vez desde 1893. O furacão Mitch foi o furacão mais mortífero em mais de 200 anos.    |
| 1999  | 16                           | 12                              | 8                  | 5                          | 176.53 | 465     | $5.9 mil milhões  | Floyd                 | Floyd, Lenny                 | Recorde de maior número de furacões de categoria 4, mais tarde empatados em 2005.                                                              |
| Total | 132                          | 110                             | 64                 | 25                         |        | 14,440  | $62.7 mil milhões | Mitch                 | 15 nomes                     | |

## Década de 2000
NOTA: Nas tabelas a seguir, todas as estimativas de custos de danos são expressas em dólares americanos contemporâneos (USD).

### Década de 2000
| Ano   | Número de ciclones tropicais | Número de tempestades tropicais | Número de furacões | Número de furacões maiores | ECA    | Mortes | Danos USD            | Tempestade mais forte | Nomes retirados                    | Notas |
| ----- | ---------------------------- | ------------------------------- | ------------------ | -------------------------- | ------ | ------ | -------------------- | --------------------- | ---------------------------------- | --- |
| 2000  | 19                           | 15                              | 8                  | 3                          | 119.14 | 105    | $1.296 mil milhões   | Keith                 | Keith                              | Inclui uma tempestade tropical |
| 2001  | 17                           | 15                              | 9                  | 4                          | 110.32 | 153    | $11.44 mil milhões   | Michelle              | Allison, Iris, Michelle            | Inclui a primeira tempestade tropical no Atlântico a ser retirado. |
| 2002  | 14                           | 12                              | 4                  | 2                          | 67.99  | 50     | $2.47 mil milhões    | Isidore               | Isidore, Lili                      | Recorde de 8 tempestades nomeadas formaram-se em setembro |
| 2003  | 21                           | 16                              | 7                  | 3                          | 176.84 | 93     | $6.33 mil milhões    | Isabel                | Fabian, Isabel, Juan               | 2 tempestades fora de época |
| 2004  | 17                           | 15                              | 9                  | 6                          | 226.88 | 3,260  | $61.17 mil milhões   | Ivan                  | Charley, Frances, Ivan, Jeanne     | Inclui uma tempestade subtropical Recorde de 8 tempestades nomeadas formando-se em agosto |
| 2005  | 31                           | 28                              | 15                 | 7                          | 250.13 | 3,912  | $171.755 mil milhões | Wilma                 | Dennis, Katrina, Rita, Stan, Wilma | A segunda temporada de furacões mais custosa registada é a que detém mais registos de atividade, incluindo ciclones, tempestades, furacões, grandes furacões e categoria 5 (4) A maioria dos nomes aposentados no primeiro ano para usar o alfabeto grego mais tarde também usado em Temporada de furacões no oceano Atlântico de 2020 Inclui 1 tempestade subtropical e 1 depressão subtropical |
| 2006  | 10                           | 10                              | 5                  | 2                          | 78.54  | 14     | $504.42 milhões      | Gordon and Helene     | Nenhum                             | |
| 2007  | 17                           | 15                              | 6                  | 2                          | 73.89  | 478    | $3.42 mil milhões    | Dean                  | Dean, Felix, Noel                  | Inclui 1 tempestade subtropical Dois furacões de categoria 5 fizeram desembarque |
| 2008  | 17                           | 16                              | 8                  | 5                          | 145.72 | 1,073  | $49.42 mil milhões   | Ike                   | Gustav, Ike, Paloma                | Empatado com a quinta temporada mais ativa no registo Apenas há um ano em que um grande furacão existiu todos os meses de julho a novembro. |
| 2009  | 11                           | 9                               | 3                  | 2                          | 52.58  | 9      | $58 milhões          | Bill                  | Nenhum                             | |
| Total | 174                          | 151                             | 74                 | 36                         |        | 9,146  | $307.87 mil milhões  | Wilma                 | 24 nomes                           | |

### Década de 2010
| Ano   | Número de ciclones tropicais | Número de tempestades tropicais | Número de furacões | Número de furacões maiores | ECA    | Mortes | Danos USD             | Tempestade mais forte | Nomes retirados           | Notas |
| ----- | ---------------------------- | ------------------------------- | ------------------ | -------------------------- | ------ | ------ | --------------------- | --------------------- | ------------------------- | --- |
| 2010  | 21                           | 19                              | 12                 | 5                          | 165.48 | 392    | $7.39 mil milhões     | Igor                  | Igor, Tomas               | Empatado com a quarta temporada mais ativa no registo (com 1887, 1995, 2011 e 2012) Empatado na segunda maior parte dos furacões numa temporada recorde, com doze (Alex, Danielle, Earl, Igor, Julia, Karl, Lisa, Otto, Paula, Richard, Shary, e Tomas) Record empatado com 8 tempestades nomeadas se formaram em setembro (Gaston até Nicole) |
| 2011  | 20                           | 19                              | 7                  | 4                          | 126.30 | 112    | $17.4 mil milhões     | Ophelia               | Irene                     | Empatado com a quarta temporada mais ativa no registo (com 1887, 1995, 2010 e 2012) |
| 2012  | 19                           | 19                              | 10                 | 2                          | 132.63 | 355    | $72.32 mil milhões    | Sandy                 | Sandy                     | Empatado com a quarta temporada mais ativa no registo (com 1887, 1995, 2010 e 2011) Tied (with 2016 and 2020) for most active season before July (Alberto through Debby) Recorde empatando oito tempestades nomeadas formando em agosto (Ernesto através de Leslie [Leslie durou a maior parte de setembro]) |
| 2013  | 15                           | 14                              | 2                  | 0                          | 36.12  | 54     | $1.512 mil milhões    | Humberto              | Ingrid                    | Inclui 1 tempestade subtropical (Sem nome Dezembro SS [14L]) Não houve furacões maiores, nem furacões de categoria 2 Empatado (com 1982) para poucos furacões desde 1930 (Humberto e Ingrid, um empate com Alberto e Debby em 1982).) |
| 2014  | 9                            | 8                               | 6                  | 2                          | 66.73  | 21     | $371.6 milhões        | Gonzalo               | Nenhum                    | |
| 2015  | 12                           | 11                              | 4                  | 2                          | 62.69  | 89     | $813.9 milhões        | Joaquin               | Erika, Joaquin            | |
| 2016  | 16                           | 15                              | 7                  | 4                          | 141.25 | 736    | ≥ $17.49 mil milhões  | Matthew               | Matthew, Otto             | Início mais cedo desde 1951 (12 de Janeiro, desde 4 de Janeiro) O recorde de formação mais temporã de tempestade nomeada (Danielle) Empatada (com 2012 e 2020) para a temporada mais ativa antes de julho (Alex até Danielle) Inclui a categoria 5 mais meridional registada, e a primeira desde 2007 (Matthew, desde Felix) o primeiro furacão em 20 anos a atravessar a América Central para a bacia do Pacífico Oriental (Otto)) |
| 2017  | 18                           | 17                              | 10                 | 6                          | 224.88 | 3,364  | ≥ $294.92 mil milhões | Maria                 | Harvey, Irma, Maria, Nate | A temporada mais cara no registo (US$ 294.67 mil milhões) Primeiro sistema de abril (Arlene) desde 2003 (Ana) Primeira região principal de desenvolvimento de tempestade nomeada no registo (Bret) Primeiro grande furacão EUA que desembarcou desde Wilma em 2005 (Harvey) Maior precipitação produzida por um ciclone tropical nos Estados Unidos e de nos territórios dos Estados Unidos (Harvey) Primeira vez três furacões de categoria 4 nos EUA na mesma temporada (Harvey, Irma, e Maria) Segunda temporada para a funcionalidade de múltiplos Categoria 5 desembarques após 2007 (Irma e Maria depois de Dean e Felix) Apenas uma das quatro estações do ano para produzir dez furacões seguidos (Franklin, até Ofélia) Única temporada no registo com três furacões com um valor de ECA de mais de 40 (Irma, José e Maria) Mais ECA produzido em um único mês, na bacia do Atlântico (setembro, causada por Irma até Maria) Furacão maior mais Oriental no registo (Ophelia) |
| 2018  | 16                           | 15                              | 8                  | 2                          | 132.58 | 172    | ≥ $50.205 mil milhões | Michael               | Florence, Michael         | Inclui um recorde de sete tempestades que foram subtropical em um ponto (Alberto, Berilo, Debby, Ernesto, Joyce, Leslie, e Oscar) Quarta temporada consecutiva para uma tempestade para desenvolver antes do início oficial (Alberto) A primeira temporada no registo de ter um furacão de Categoria 5, presente no Atlântico e no Oceano Pacífico (Michael, seguido por Lane, Walaka, e Willa) |
| 2019  | 20                           | 18                              | 6                  | 3                          | 132.20 | 119    | ≥ $11.588 mil milhões | Dorian                | TBD                       | Recorde de quinta temporada consecutiva para uma tempestade a se desenvolver antes do início oficial (Andrea).- Inclui duas tempestades subtropicais (Andrea e Rebekah).-Dorian e Lorenzo em 2019 tornou-se dois de seis tempestades de categoria 5 em quatro anos, os outros sendo Matthew, Irma e Maria, e Michael, os anos mais consecutivos com tempestades de categoria 5 no registo. Destaca recorde de furacão de categoria 5 mais oriental (Lorenzo). |
| Total | 166                          | 155                             | 72                 | 30                         |        | 5,414  | $474,01 mil milhões   | Maria                 |                           | |

### Década de 2020
| Ano   | Número de ciclones tropicais | Número de tempestades tropicais | Número de furacões | Número de furacões maiores | ECA    | Mortes | Danos USD | Tempestade mais forte | Nomes retirados      | Notas |
| ----- | ---------------------------- | ------------------------------- | ------------------ | -------------------------- | ------ | ------ | --------- | --------------------- | -------------------- | --- |
| 2020  | 31                           | 30                              | 14                 | 7                          | 180,37 | ≥417   | >$51.1bn  | 4 Iota                | 4 Laura 4 Eta 4 Iota | Temporada mais ativa em termos de depressões tropicais e tempestades nomeadas. Tem o recorde da data de formação mais precose para o terceiro, sexto, e todas as tempestades depois. Segunda e época final depois de 2005 a utilizar o alfabeto grego. Empatado com 2005 para o recorde de 7 ciclones tropicais que se tornaram furacões maiores. Segunda temporada com mais furacões com catorze. Temporada recorde quinta época com atividade acima do normal. Sexta temporada em série com pelo menos uma tempestade pré-temporada. Primeira temporada registada com dois furacões maiores em novembro. |
| 2021  | 21                           | 21                              | 7                  | 4                          | 145.55 | 195    | $80.7bn   | 4 Sam                 | 4 Ida                | Sétima temporada consecutiva para uma tempestade a desemvolver antes do início oficial (Ana). Terceira temporada mais ativa nos registos. Recorde da data precoce de formação da quinta tempestade (Elsa). Sexta temporada recorde de atividade acima do normal. |
| 2022  | 16                           | 14                              | 8                  | 2                          | 95.1   | 337    | >$118.3bn | 4 Fiona               | 4 Fiona 5 Ian        | Primeira época antes de 1997 em que nenhum ciclone tropical se formou em agosto. Primeira época a não ter atividade acima do normal desde 2015. Primeira temporada antes de 1988 e 1996 com mais de um furacão entre bacias Atlântico-Pacífico (Bonnie e Julia). Mostrou a formação de dois furacões em novembro. O furacão Ian foi o mais forte em termos de ventos em 2022. First Category 5 hurricane since 2019. |
| 2023  | 21                           | 20                              | 7                  | 3                          | 145.6  | 15     | >$4.2bn   | 5 Lee                 | None                 | Mostrou uma tempestade subtropical em janeiro. Primeira época desde 1968 em que duas tempestade nomeadas foram simultâneamente ativas em junho (Bret e Cindy) Quarta temporada mais ativa nos registos (empatado com 1933). |
| 2024  | 1                            | 1                               | 0                  | 0                          | 0      | Nenhum | Nenhum    | TS Alberto            | TBD                  | |
| Total | 90                           | 86                              | 36                 | 16                         | 557.82 | ≥964   | >$254.3bn | Iota                  | 6 nomes              | |

## Número de tempestades tropicais e furacões por temporada
Este gráfico de barras mostra o número de tempestades e furacões nomeados por ano de 1851 a 2020.
Um estudo de 2011 analisando uma das principais fontes de furacões - a onda oriental africana (AEW) - descobriu que a mudança nas AEWs está intimamente ligada ao aumento da atividade de furacões intensos no Atlântico Norte. A simultaneidade sinótica de AEWs na condução da dinâmica do greening do Sahel também parece aumentar a ciclogênese tropical sobre o Atlântico Norte.